# Temps sidéral
 (février 2018).
Si vous disposez d'ouvrages ou d'articles de référence ou si vous connaissez des sites web de qualité traitant du thème abordé ici, merci de compléter l'article en donnant les références utiles à sa vérifiabilité et en les liant à la section « Notes et références ».
Le temps sidéral est à un instant et en un lieu donné l'angle horaire du point vernal. 
Malgré son appellation, c'est bien un angle (notion géométrique), à ne pas confondre avec le Jour sidéral ou encore l'heure sidérale locale, qui sont bien des notions temporelles.

## Définition
Par définition, le temps sidéral est nul lorsque le plan méridien du lieu considéré passe au point vernal, et il augmente d'une heure sidérale à chaque fois que la Terre tourne de 15° par rapport au point vernal. En quelque sorte le temps sidéral mesure le déplacement de la voûte céleste en un lieu donné par rapport au méridien local.
Malgré son nom, le temps sidéral n'est pas un temps au sens habituel, mais la mesure de l'angle entre le point vernal et le plan méridien. Les anglophones utilisent d'ailleurs une expression moins équivoque, parlant de Sidereal Hour Angle (SHA), ou angle horaire sidéral.

## Propriété
En astronomie, la position d'un astre sur la sphère céleste est repérée par deux coordonnées, l'ascension droite et la déclinaison. À tout instant la somme de l'ascension droite d'un astre et de son angle horaire est égale au temps sidéral. Connaissant les coordonnées de l'astre, ainsi que le temps sidéral local, cette propriété permet de savoir sur quel méridien se trouve l'astre.

## Jour sidéral
Le jour sidéral apparent est défini comme le temps s'écoulant entre deux culminations successives du point vernal. Le temps sidéral moyen est lui calculé, non selon le point vernal réel dont la position varie selon la saison, mais selon un point vernal moyen.
Le temps que nous utilisons tous les jours est basé, à quelques nuances près, sur le mouvement apparent du Soleil. C'est le temps solaire : le Soleil semble tourner autour de la Terre en 24 heures, et tous les jours quand il est midi, le Soleil est au plus haut dans le ciel. 
Sur Terre, le jour sidéral est plus court d'un peu moins de 4 minutes que le jour solaire : si, une certaine nuit, à 23 h 25 min, vous observez une étoile par rapport à un repère fixe, la nuit suivante vous la verrez au même endroit à 23 h 21 min. Cette différence d'environ 4 minutes s'explique ainsi : en une année, la Terre effectue environ 366,2 tours sur elle-même mais effectue aussi un tour complet autour du Soleil. Si bien que 366,2 jours sidéraux équivalent à 365,2 jours solaires. Les jours solaires sont donc un peu plus longs que les jours sidéraux (si l'orbite terrestre était rétrograde, les 366,2 jours sidéraux équivaudraient à 367,2 jours solaires, qui seraient alors un peu plus courts que les jours sidéraux). La période de l'année étant de 365,2422 jours solaires, la durée exacte du jour sidéral est de 365,2422/(365,2422 + 1) = 0,9972696 jour solaire, soit 23 h 56 min 4,09 s. Réciproquement, un jour solaire vaut 1,0027379 jour sidéral ou 24,06571 heures sidérales.
Mercure effectue une rotation sur elle-même (jour sidéral) en 58,7 jours sidéraux terrestres et en raison de la proximité du Soleil, effectue un tour complet de l'astre en 88 jours sidéraux terrestres. Il en résulte une grande différence entre jour sidéral et jour solaire puisque ce dernier dure 176 jours sidéraux terrestres.

### Calcul de l'heure sidérale
Soit à calculer l'heure sidérale locale TSL en un lieu dont on connaît la longitude L, et à un jour J et une heure H (solaire) d'observation donnés :
- On se munit de l'heure sidérale au méridien de Greenwich à un instant de référence donné. Les éphémérides fournissent ce type d'information. À défaut, on utilisera dans la suite le fait que, le 1er janvier 2000 à 12 h (UTC), l'heure sidérale au méridien de Greenwich était 18,697374558 heures.
- On calcule combien de temps (en jours solaires et fractions de jour solaire) sépare l'instant observé de l'instant de référence. Soit D cette durée[2]. Chaque jour solaire ayant une durée de 24,06570982441908 heures sidérales, il en résulte que l'heure sidérale TSL0 au méridien de Greenwich à l'instant observé est, en heures sidérales : TSL0 = 18,697374558 + 24,06570982441908*D.
- On ajoute à l'heure sidérale locale de Greenwich TSL0 à l'instant observé un décalage horaire dû à la longitude, à savoir L/15 où L est donné en degrés décimaux, comptés positivement quand on se déplace vers l'Est et négativement vers l'Ouest. En effet, les 360° d'un tour complet sont parcourus en 24h, soit 15° par heure : TSL = (TSL0 + L/15)  modulo 24 (où modulo 24 signifie qu'on ramène le résultat final entre 0h et 24h par ajout ou différence d'un multiple entier de 24h)[3].

Le résultat est correct à la seconde près.

### Fonctions en JavaScript, selon Jean Meeus ("Astronomical algorithms", 2nd Edition)
Le résultat est juste à la seconde près. L'auteur indique dans son ouvrage comment améliorer le résultat en fonction de la nutation mais les calculs indiqués ici sont largement suffisants pour tout astronome amateur.
```
function
 
localSideralTime
(
longitude
)
 
{
//longitude et valeur de retour en degrés décimaux => à convertir en h:m:s par la suite en divisant d'abord par 15)

 
var
 
datetime
 
=
 
new
 
Date
(
Date
.
now
()),
 

     
Y
 
=
 
datetime
.
getUTCFullYear
(),

     
M
 
=
 
datetime
.
getUTCMonth
()
 
+
 
1
,
//en javascript : janvier = 0 !

     
D
 
=
 
datetime
.
getUTCDate
(),

     
h
 
=
 
datetime
.
getUTCHours
(),

     
m
 
=
 
datetime
.
getUTCMinutes
(),

     
s
 
=
 
datetime
.
getUTCSeconds
();

     

 
D
 
+=
 
h
 
/
 
24
 
+
 
m
 
/
 
60
 
/
 
24
 
+
 
s
 
/
 
3600
 
/
 
24
;
//pour avoir la fraction du jour sous forme décimale

 
return
 
sideralTimeGreewich
(
julianDay
(
D
,
 
M
,
 
Y
))
 
+
 
longitude
;
// longitude > 0 --> Est

}

function
 
julianDay
(
D
,
 
M
,
 
Y
)
 
{

 
var
 
A
,
 
B
;

 

 
if
(
M
 
<=
 
2
)
 
{

   
M
 
+=
 
12
;

   
Y
 
-=
 
1
;

 
}

 

 
A
 
=
 
Math
.
trunc
(
Y
 
/
 
100
);

 

 
if
(
Y
 
<
 
1582
)
 
B
 
=
 
0
;
//si l'année est une date dans le calendrier julien

 
else
 
B
 
=
 
Math
.
trunc
(
2
 
-
 
A
 
+
 
Math
.
trunc
(
A
 
/
 
4
));

 

 
return
  
Math
.
trunc
(
365.25
 
*
 
(
Y
 
+
 
4716
))

       
+
 
Math
.
trunc
(
30.6001
 
*
 
(
M
 
+
 
1
))

       
+
 
D
 
+
 
B
 
-
 
1524.5
;

}

function
 
sideralTimeGreewich
(
julianday
)
 
{

 
var
 
T
     
=
 
(
julianday
 
-
 
2451545.0
)
 
/
 
36525
,

     
temp
  
=
 
(

             
+
 
280.46061837

             
+
 
360.98564736629
 
*
 
(
julianday
 
-
 
2451545
)

             
+
 
0.000387933
 
*
 
T
 
*
 
T

             
-
 
(
T
 
*
 
T
 
*
 
T
)
 
/
 
38710000

             
)
 
%
 
360
;
//opération modulo peut donner un résultat négatif...

 
if
(
temp
 
<
 
0
)
 
temp
 
+=
 
360
;
//...si c'est le cas, ajouter 360°

 

 
return
 
temp
;

}

```